# روسیه برای روس‌ها
روسیه برای روس‌ها (روسی: Росси́я для ру́сских، روسیه دلا روسیخ) یک شعار سیاسی و دکترین ناسیونالیستی است که طیف وسیعی از ایده‌ها را از اعطای حقوق انحصاری به روس‌های قومی در دولت روسیه تا اخراج همه غیرروس‌ها از کشور در بر می‌گیرد. این شعار که در نیمه دوم قرن نوزدهم در امپراتوری روسیه سرچشمه گرفت، به‌طور فزاینده‌ای در روسیه مدرن محبوب شده است، که گفتمان غالب چندفرهنگی‌گرایی در روسیه را به چالش می‌کشد.

## امپراتوری روسیه

### مبدأ
ایده اولیه «روسیه برای روس‌ها» به طرق مختلف به ولادیمیر گرینگموت، ایدئولوگ گروه «صدهای سیاه»، ژنرال میخائیل اسکوبلف (۱۸۴۳–۱۸۸۲) یا تزار الکساندر سوم روسیه (۱۸۴۵–۱۸۹۴) نسبت داده شده است. گرینگموت یکی از اولین نشریاتی را که از این شعار استفاده کرد، نوشت. او «روسیه برای روس‌ها» را به عنوان شعار حزب سلطنت‌طلب روسیه اعلام کرد، که به گفته او،
«به‌وضوح می‌بیند که اگر روسیه به مردمی با نژاد و مذهب بیگانه و به بیگانگان واگذار شود، نه‌تنها استبدادی نخواهد بود، بلکه خود روسیه نیز نابود خواهد شد.»
روایت دیگری این تصور را به الکساندر سوم نسبت می‌دهد که اعلام کرد
«روسیه باید متعلق به روس‌ها باشد و همه ساکنان دیگر این سرزمین باید به این مردم احترام بگذارند و قدر آنها را بدانند.» 
به گفته ژنرال الکسی کوروپاتکین، الکساندر شعار «روسیه برای روس‌ها» را انتخاب کرد. همچنین گزارش شده است که ژنرال اسکوبلف گفته است
«می‌خواهم روی پرچمم بنویسم: «روسیه برای روس‌ها و به شیوهٔ روسی» (به روسی: Россия для русских и по-русски) و این پرچم را تا حد امکان بالا ببرم!»
در دهه‌های پایانی قرن نوزدهم، برخی از جنبش‌های سیاسی روسیه پیشنهاد طبقه‌بندی مجدد «روسیه» به عنوان یک مقوله قومی یا حتی نژادی را مطرح کردند. آنها از «روسیه برای روسیه» حمایت می‌کردند و معتقد بودند که روس‌ها در «امپراتوری خود» سزاوار حقوق بیشتری نسبت به سایر ملیت‌ها هستند، زیرا در وهله اول دولت را تأسیس و حفظ کرده‌اند. چنین ملی‌گرایان انحصارطلبی، غیرروس‌ها را به عنوان افرادی که به شدت از مزایای حکومت روسیه بهره‌مند شده‌اند، ناسپاس می‌دانستند. اگرچه این احساسات در اواخر قرن نوزدهم ذهن برخی از روشنفکران را به خود جلب کرد، اما سازمان‌های بیگانه‌ستیز راست‌گرا در طول انقلاب روسیه در سال ۱۹۰۵، زمانی که احزاب سیاسی سرانجام قانونی شدند، شکل گرفتند. آنها «روسیه برای روس‌ها» را شعار جنگی خود قرار دادند، اما مصمم بودند که «روسیه واحد و متحد» را از طریق روسی‌سازی غیرروس‌ها حفظ کنند. اولین «دیگری» متخاصمی که هدف قرار گرفت، یهودیان بودند و «روسیه برای روس‌ها» به زودی با شعار «یهودیان را سرکوب کنید و روسیه را نجات دهید!» تقویت شد.

### انتقاد
از همان ابتدا، شعار و ایده امپراتوری تحت حکومت روس‌ها در مورد معنای «روس‌ها» بحث‌برانگیز بود. یکی از منتقدان صریح این مفهوم، پاول میلیوکوف، رهبر حزب دموکراتیک مشروطه، شعار «روسیه برای روس‌ها» را «شعاری از تفرقه… و نه خلاقانه، بلکه مخرب» می‌دانست. در سال ۱۹۰۹، میلیوکوف در دومای دولتی روسیه در مورد استفاده از زبان اوکراینی در سیستم قضایی سخنرانی کرد و به نمایندگان ملی‌گرای روس حمله کرد:
«شما می‌گویید «روسیه برای روس‌ها»، اما منظورتان از «روس‌ها» کیست؟ شما باید بگویید «روسیه فقط برای روس‌های بزرگ»، زیرا آنچه را که به مسلمانان و یهودیان نمی‌دهید، به نزدیکترین خویشاوند خودتان - اوکراین - نیز نمی‌دهید.»
یکی دیگر از سیاستمداران برجسته، نخست‌وزیر سرگئی ویت، به تزار نیکلاس دوم در مورد لاس زدن با این ایده‌ها هشدار داد زیرا این امر تعادل قومی ظریف در کشور روسیه را برهم می‌زند. این شعار همچنین توسط نیکولای بردیایف، ملی‌گرای میانه‌رو، رد شد که آن را «ملی‌گرایی بت‌پرستانه» می‌دانست و آن را در تضاد با مفهوم «ملی‌گرایی مسیحی» مسیحایی «روسیه برای جهان» قرار می‌داد.

## روسیه مدرن

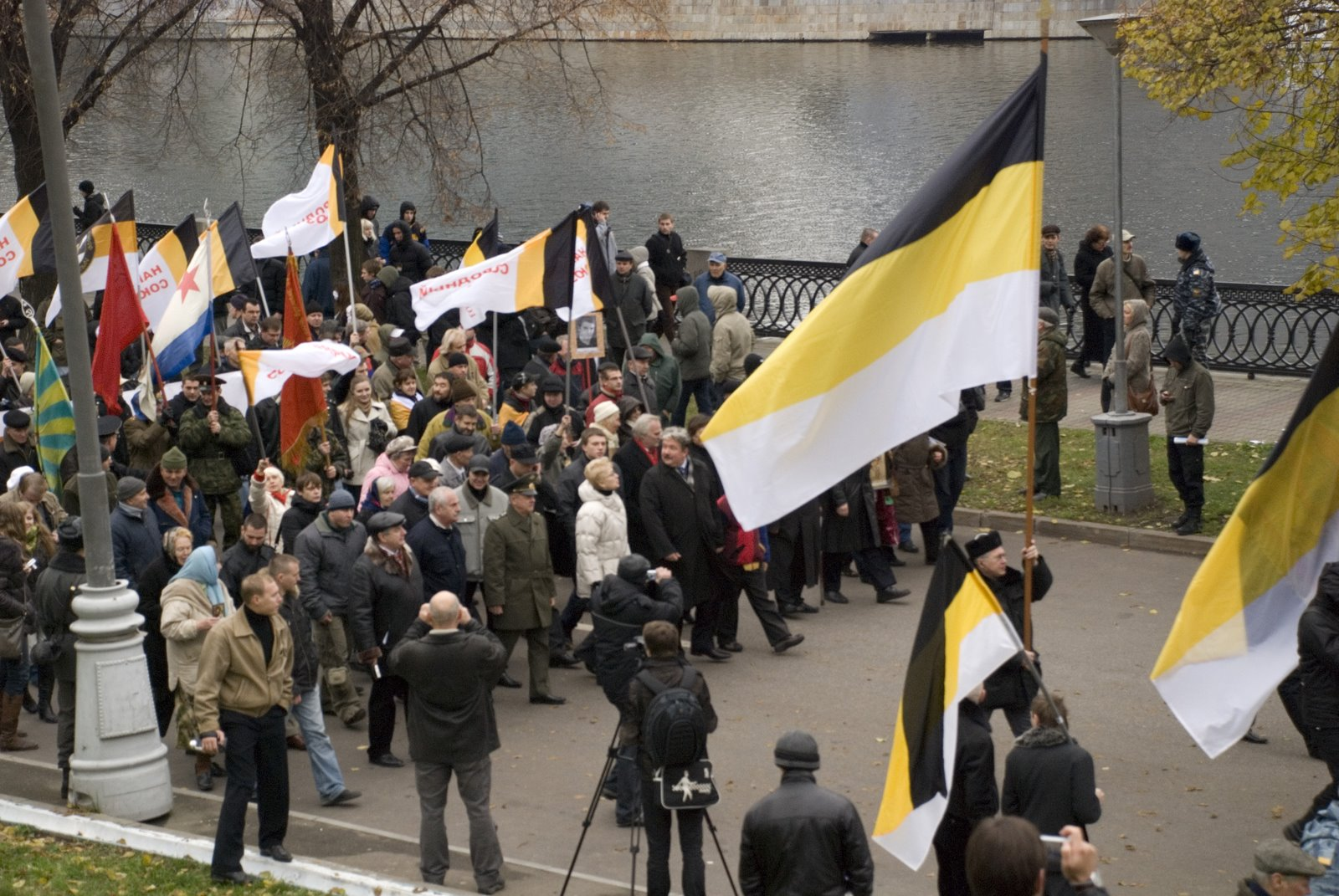
تظاهرات ملی‌گرایان روس در مسکو

نظرسنجی مرکز لوادا که در آن از شرکت‌کنندگان پرسیده می‌شود که آیا با عبارت «روسیه برای روس‌ها» موافق هستند یا خیر.

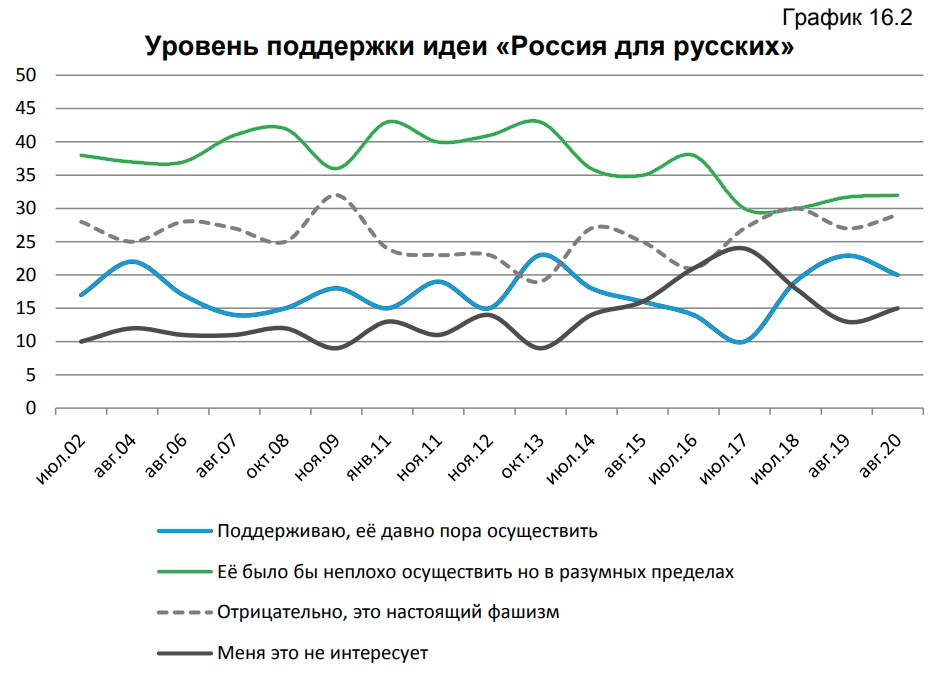
میزان حمایت از ایده «روسیه برای روس‌ها» (مرکز لوادا، ۲۰۲۰) ۲۰٪ - «من حمایت می‌کنم، وقت اجراست» ۳۲٪ - «خوب است، اما در محدوده‌های معقول» ۲۸٪ - «منفی، این فاشیسم واقعی است» ۱۵٪ - «من علاقه‌ای ندارم»

مفهوم «روسیه برای روس‌ها» دوباره در اواخر دهه ۱۹۸۰ مطرح شد، زمانی که پامیات، ملی‌گرای افراطی، مجموعه‌ای از تظاهرات را برگزار کرد و اعلامیه‌هایی را پخش کرد که روی آنها نوشته شده بود «روسیه برای روس‌ها!» و «مرگ بر یهودیان!».
با وقوع جنگ دوم در چچن در سال ۱۹۹۸ و افزایش انزجار از «غریبه‌ها» در روسیه پس از به قدرت رسیدن ولادیمیر پوتین، نسبت کسانی که شعار «روسیه برای روس‌ها» را می‌پذیرند، شروع به افزایش کرد، که تا حدودی واکنشی به بحران و بی‌ثباتی و عدم قطعیت دهه ۱۹۹۰ و همچنین نارضایتی عمومی فزاینده از هجوم مهاجران از آسیای مرکزی، قفقاز جنوبی و چین بود؛ بنابراین، تعداد کل هواداران آن از ۴۶٪ در سال ۱۹۹۸ به ۵۸٪ در سال ۲۰۰۵ افزایش یافت منظور پاسخ‌دهندگان از «روس‌ها»، منحصراً روس‌های قومی و ترجیحاً با ظاهری «اسلاوی» است، نه شهروندان روس. این شعار به یکی از ویژگی‌های برجسته در تظاهرات ملی‌گرایان در طول تعطیلات سالانه روز وحدت تبدیل شده است. قربانیان خشونت قومی و نژادی همچنین گزارش داده‌اند که در طول حملات شعارهای «روسیه برای روس‌ها» را شنیده‌اند.
در سال ۲۰۰۳، طی یک پخش تلویزیونی با حضور رئیس‌جمهور روسیه، روس‌ها در خیابان‌ها از او سوالاتی پرسیدند. یکی از مردان مسن از ولادیمیر پوتین پرسید که موضع او و حزبش در مورد شعار «روسیه برای روس‌ها» چیست. پوتین پاسخ داد کسانی که چنین شعاری را فریاد می‌زنند و به آن عمل می‌کنند «یا احمق هستند یا تحریک‌کننده» (придурки либо провокаторы) که «نمی‌دانند چه می‌کنند و چه فریاد می‌زنند». پوتین همچنین اشاره کرد که چنین افرادی می‌خواهند فدراسیون روسیه، متشکل از ملت‌ها و فرهنگ‌های مختلف، را با تحریک نفرت نژادی و ملی تضعیف کنند که در نهایت منجر به انحلال فدراسیون خواهد شد. پوتین همچنین هشدار داد که سازمان‌های اجرای قانون باید در اسرع وقت علیه چنین افرادی که نظم عمومی را تهدید می‌کنند، اقدام کنند.